# Tobias Weis
 (août 2025).
Tobias Weis est un footballeur international allemand né le 30 juillet 1985 à Schwäbisch Hall en Allemagne. Il évolue actuellement au poste de milieu de terrain  à l'Eintracht Francfort en prêt d'Hoffenheim en Bundesliga.

## Carrière
- 1996-2007 :  VfB Stuttgart
- depuis 2007 :  TSG 1899 Hoffenheim
  - depuis jan. 2014 :  Eintracht Francfort (prêt)[2],[3]